# Antepipona menkei
Antepipona menkei (лат.) — вид одиночных ос рода Antepipona из семейства Vespidae (Eumeninae). Эндемик Китая. Видовое название дано в честь американского гименоптеролога Арнольда Менке (Arnold S. Menke), крупного специалиста по осам.

## Распространение
Юго-Восточная Азия: Китай (Hong Kong).

## Описание
Чёрные осы с яркими желтоватыми отметинами, длина около 1 см. Брюшко с коротким широким стебельком T1 (петиоль), который лишь немного уже второго тергита. Задняя часть метанотума (заднещитинка) килевидная, обрывистая, с двумя возвышающимися бугорками или зубцами. Первый тергит и первый стернит чёрные. Средние голени с одной вершинной шпорой. Вид был впервые описан в 1986 году итальянским
гименоптерологом Antonio Giordani Soika (1913—1997), а его видовой статус подтверждён в ходе ревизии, проведённой в 2019 году группой энтомологов из Китая (Ting-Jing Li; Chongqing Normal University, Чунцин), Гонконга (Christophe Barthélémy) и США (Джеймс Карпентер; American Museum of Natural History, Нью-Йорк).